# Wojna rosyjsko-turecka (1787–1792)
Wojna rosyjsko-turecka 1787–1792 – wojna pomiędzy Imperium Rosyjskim a Imperium Osmańskim, dążącym do odzyskania ziem utraconych w 1774 po przegranej wojnie z Rosją.
W maju-czerwcu 1787 caryca Katarzyna II przeprowadziła demonstrację siły wobec tureckiego imperium po podróży Dnieprem, spotykając się na anektowanym Krymie z cesarzem Józefem II. Turcja potraktowała to wydarzenie jako jawne złamanie warunków traktatu w Küczük Kajnardży i przy poparciu dyplomacji Francji i Wielkiej Brytanii w sierpniu 1787 wypowiedziała wojnę Rosji. Natomiast w lutym 1788 z pomocą carycy Katarzynie przyszła Austria.

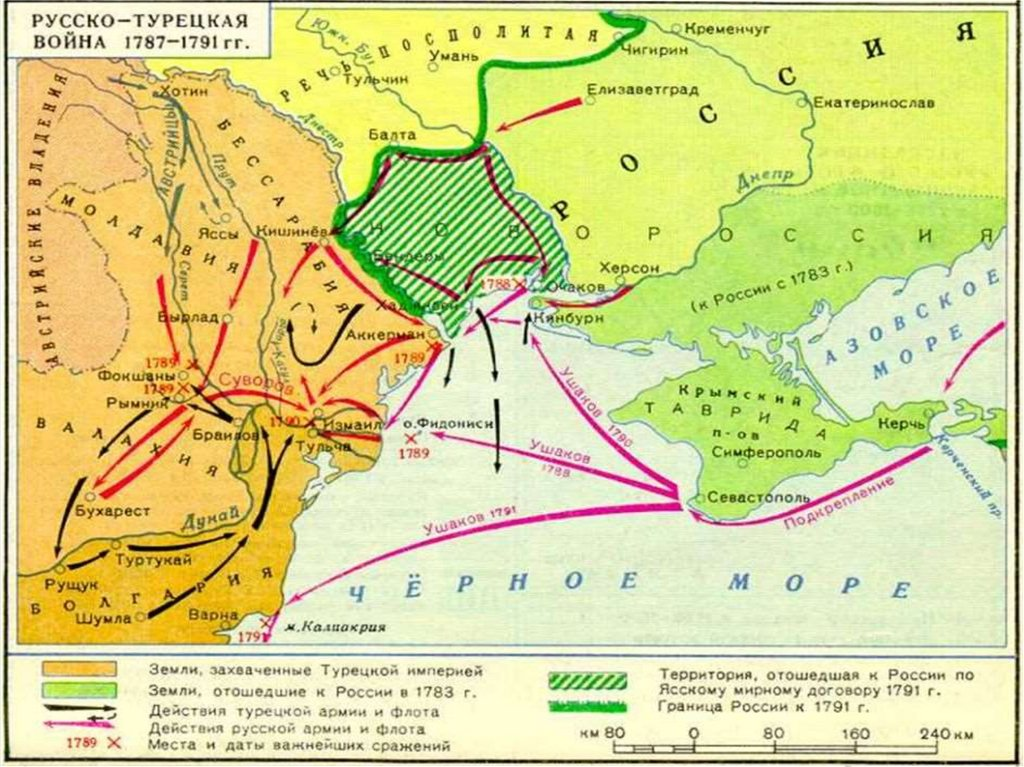
Przebieg działań i warunki pokoju

W 1789 armia turecka opanowała Banat, podczas gdy Rosjanie uderzyli na Hospodarstwo Mołdawskie. Feldmarszałek Piotr Rumiancew zdobył Jassy i Chocim. Zimą Rosjanie pod wodzą Grigorija Potiomkina przeprowadzili długotrwałe oblężenie Oczakowa, zakończone masakrą jego obrońców (m.in. z wymordowaniem kobiet i dzieci). Na wieść o tej klęsce zmarł sułtan Abdülhamid I. Rosjanie rozbili turecką odsiecz dla twierdz Bendery i Akerman, a austriacki feldmarszałek Gideon Ernst von Laudon zdobył Belgrad. W grudniu 1790 została zdobyta szturmem przez wojska gen. Aleksandra Suworowa turecka twierdza Izmaił, z dokonaniem następnej rzezi ludności cywilnej. 
Rosyjski admirał Fiodor Uszakow pobił flotę turecką w kolejnych bitwach: pod Fidonisi, Tendrą, w Cieśninie Kerczeńskiej, koło przylądka Kaliakra. Rosjanie zdobyli też ważny port czarnomorski – Anapę. Na domiar złego Turcy nigdy nie doczekali się pomocy Prus, z którymi zawarli 31 stycznia 1790 skierowany przeciwko Rosji i Austrii traktat zaczepny. Prusy doprowadziły jednak poprzez demonstrację militarną wobec Austrii do jej wycofania się z wojny z Turcją, co przewidywała prusko-austriacka konwencja w Reichenbach (27 lipca 1790).
Młody sułtan Selim III zmuszony był podpisać 9 stycznia 1792 traktat w Jassach, mocą którego Rosja zachowywała anektowany Krym, pozyskując też pozostały obszar Jedysanu (Pola Oczakowskiego). Granicą turecko-rosyjską został Dniestr. Umożliwiło to Rosji przerzucenie wojsk na terytorium Rzeczypospolitej i rozpoczęcie wojny o obalenie Konstytucji 3 maja.